# Брисенко Богдан Миколайович
Богда́н Микола́йович Брисенко (1993—2014) — молодший сержант Збройних сил України, учасник російсько-української війни.

## Короткий життєпис
Народився 1993 року з братом-близнюком у місті Лебедин; закінчив лебединську ЗОШ № 5. Захоплювався футболом, грав у вуличній команді. Вступив до Лебединського ВПТУ, продовжив навчання у Висторопському технікумі переробної промисловості. Працював верстатником та муляром у ТОВ «Укртранспневматика». 2012-го призваний до лав ЗСУ, по демобілізації працював робітником на Лебединській швейній фабриці. 2013-го повернувся до армійських лав — на контрактну службу. Став командиром топогеодезичного відділення.
У часі війни — командир відділення 9-ї батареї, 27-й реактивний артилерійський полк. Літом побував удома під час короткотермінової відпустки.
3 вересня 2014-го загинув під час обстрілу з території РФ із РСЗВ «Смерч» базового табору 27-го полку під Старобільськом.
Похований у Лебедині з військовими почестями на Троїцькому кладовищі.
Без Богдана лишились батьки і брат.

## Нагороди і вшанування
За особисту мужність і героїзм, виявлені у захисті державного суверенітету та територіальної цілісності України, вірність військовій присязі під час російсько-української війни, відзначений — нагороджений
- орденом «За мужність» III ступеня (посмертно)
- Його портрет розміщений на меморіалі «Стіна пам'яті полеглих за Україну» в Києві: секція 4, ряд 7, місце 7